# Scott Draper
Scott Draper (* 5. Juni 1974 in Brisbane) ist ein ehemaliger australischer Tennisspieler und Golfer. Er zählt zu den wenigen Sportlern, die in verschiedenen Disziplinen Erfolge bei den Profis erzielen konnten.

## Tenniskarriere
Draper gewann 1992 die Jugendweltmeisterschaft in Wimbledon im Doppel. 1993 wurde er Tennisprofi, 1999 erreichte er mit Position 42 seine höchste Notierung in der ATP-Weltrangliste. Mit seinem Bruder Mark, der ihn coachte, trat er auch im Doppel an – jedoch ohne nennenswerten Erfolg.
2005 gewann Draper mit seiner Landsfrau Samantha Stosur den gemischten Doppelwettbewerb (Mixed) der Australian Open. Noch im selben Jahr trat er vom Profitennis zurück.
Danach war er vorübergehend Trainer von Lleyton Hewitt.

## Golfkarriere
Noch im Jahr 2005 begann Draper eine Karriere als professioneller Golfer. Am 11. Februar 2007 gewann Draper das PGA-Turnier in New South Wales mit einem Gesamt-Score von 268 Schlägen, damit blieb er 20 unter Par. Im Jahr 2009 musste er aufgrund einer Rückenverletzung seiner Golfkarriere beenden.